# 4052 Crovisier
A 4052 Crovisier (ideiglenes jelöléssel 1981 DP2) a Naprendszer kisbolygóövében található aszteroida. Schelte J. Bus fedezte fel 1981. február 28-án.